# Julie Morel
Pour les articles homonymes, voir Morel.
Julie Morel est une ancienne footballeuse française née le 6 août 1982 à Saint-Germain-en-Laye. Elle évolue au poste de milieu de terrain.

## Biographie
Julie Morel reçoit sa première sélection en équipe de France à l'occasion du match France-Irlande le 15 septembre 2012 au Stade du Roudourou à Guingamp. Elle inscrit à cette occasion son premier but en sélection (score final 4-0). Premier but d'une sublime frappe du droit pleine lucarne, sans élan sur une talonnade très astucieuse d'Eugénie Le Sommer.
Fin janvier 2013, elle quitte EA Guingamp pour le FCF Condéen. Elle rejoint l'AS Saint-Étienne à la fin de la saison.
Lors de l'intersaison 2016-2017, elle annonce la fin de sa carrière,